# قصاب‌ها (فیلم)
قصاب‌ها (به انگلیسی: The Butchers) یک فیلم ترسناک اسلشر به تهیه‌کنندگی و نویسندگی دیوید دیتلینگر و استیون دورهام و کارگردانی استیون جاد است که در سال ۲۰۱۴ منتشر شد.

## بازیگران و نقش‌ها
- دیمین پوکلر در نقش سیمون
- سمی آنتونی در نقش جی‌بی
- جیکوب هابز در نقش کیپ
- کامرون بوئن در نقش برایان
- میلی سندرز در نقش دِیزی
- مارا هال در نقش عمه مِی
- برکستون دیویس در نقش بیل
- کریستی کلر در نقش جان
- جرمی تورسن در نقش ران
- هاوک والتز در نقش جان وین گیسی
- ماریون کوپف در نقش جفری دامر
- گری کاسپر در نقش اد گین
- ریک ویلیامسون در نقش آلبرت فیش
- ماری لیگالت در نقش جک قاتل
- جان سی اِپِرسون در نقش زودیاک قاتل